# Mareit

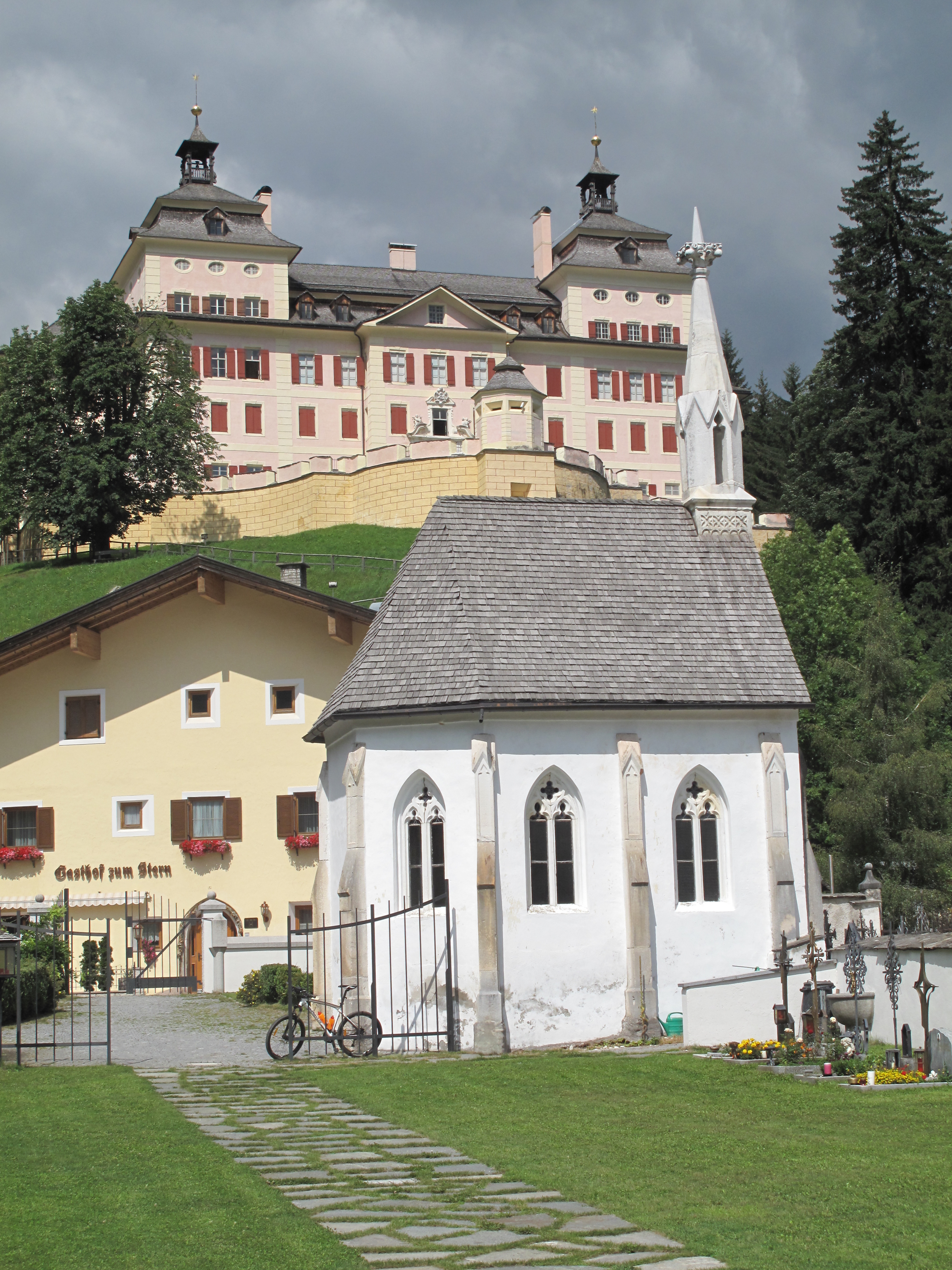
Grabkapelle der Freiherren von Sternbach in Mareit, dahinter Schloss Wolfsthurn

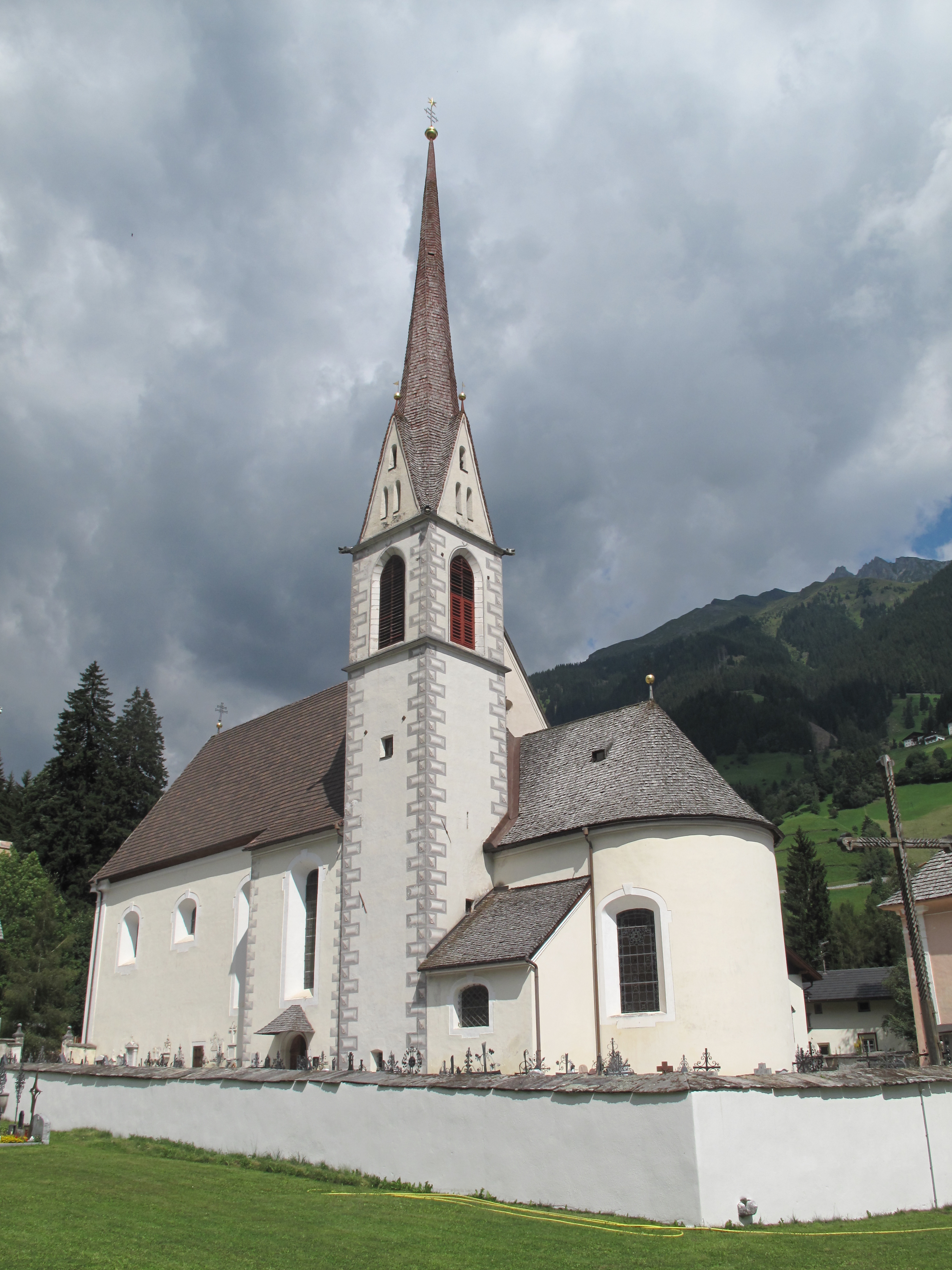
Die Pfarrkirche zum hl. Pankratius

Mareit (italienisch: Mareta) ist eine Fraktion der Gemeinde Ratschings in Südtirol (Italien). Der Ort liegt auf einer Höhe von rund 1050 m s.l.m. im Ridnauntal. Er liegt 7 km westlich von Sterzing und ist mit rund 2346 Einwohnern die bevölkerungsmäßig größte Fraktion der Gemeinde. Mareit ist historisch und kirchlich der Hauptort des Ridnauntals. Im Dorfbereich sind in den letzten Jahrzehnten viele Neubauten und Wohnbausiedlungen entstanden. Im Gebiet des einstigen Bachbetts des Mareiter Baches ist durch die Bachregulierung Raum für die Handwerkerzone und das Gewerbegebiet geschaffen worden.

## Geschichte
Die Siedlung ist erstmals 1108 in einer Schenkung von Herzog Welf V. an das Stift Ranshofen genannt, bei der ein Chuonrat de Moricht als sechster Zeuge angeführt ist. In einem ca. 50 Jahre später verschriftlichten Tausch zwischen Kloster Neustift und Graf Arnold II. von Greifenstein und Mareit, einem Schwiegersohn des obgenannten Chuonrat, ist Morit geschrieben.
Eine mögliche Erklärung des Namens kann lateinisch *muretum ‚Mauerwerk‘ (womöglich Turm zu Mareit oder Schloss Wolfsthurn) sein.
Die Entstehung der Siedlung hängt mit der Lage am Jaufenweg zusammen, der ursprünglich über Mareit und die dortige Brücke verlief. Der bereits im 12. Jahrhundert bezeugte Turm zu Mareit galt als Wächter am Jaufenweg.
Bis 1929 war Mareit eine eigenständige Gemeinde, ehe es zusammen mit Ridnaun, Jaufental und Telfes der Gemeinde Ratschings zugeschlagen wurde.

## Schloss Wolfsthurn
Von der mittelalterlichen Burg ist nur der Bergfried erhalten geblieben. Er steckt im Südturm des um 1730 erbauten Barockschlosses. Seit 1996 beherbergt Schloss Wolfsthurn (so genannt nach dem Geschlecht der Wolfen, 13. Jh.) das Südtiroler Landesmuseum für Jagd und Fischerei. Schloss Wolfsthurn – es gilt als das schönste profane Barockgebäude Südtirols – wird seither viel besucht. Ein besonderes Schmuckstück ist die Kapelle. Besitzers des Schlosses – dieses Wahrzeichens des Mareiter Tales – ist seit seiner Erbauung die Familie von Sternbach. Der sich aufbäumende Wolf (siehe eingemauerten Marmorstein in der Widummauer) ziert seit 1969 das Gemeindewappen.

## Kirchliches
Seit 1189 ist Mareit nachweislich eine Pfarrei: Eine Urkunde von damals nennt nämlich einen „Fridericus plebanus de Moreit“. Er ist der erste namentlich bekannte Pfarrer des Dorfes. Die Pfarrkirche, dem hl. Pankraz geweiht, wurde mehrmals um- und neugebaut. Nach einem Kirchenbau im Jahre 1349 erfolgte ein Umbau um 1440. Von letzterem ist bis heute der 53 m hohe spätgotische Kirchturm mit seinen spitzbogigen Schallfenstern erhalten. Ins Spätmittelalter zurück reichen auch die Marmorumrandungen der beiden Seitentüren. Das Pfarrhaus, der charakteristische Widum, entstand ebenfalls in dieser Zeit. Die heutige barocke Pfarrkirche ist in den Jahren 1685 bis 1687 erbaut worden. Die Totenkapelle auf dem Friedhof stammt aus dem Jahre 1751. Sie birgt die volkskundlich interessanten Darstellungen von „Tod und Tödin“. Es sind zwei lebensgroße Gestalten in den beiden Seitennischen, die den Tod als Schütze und als Sensenmann bzw. König zeigen. Die Sternbachsche Gruftkapelle ist 1850 im neugotischen Stil erbaut worden. Ihr schmuckes Türmchen besteht aus weißem Mareiter Kristall-Marmor.
Vom Hauptort etwas taleinwärts gelegen befindet sich die politisch bereits in der Fraktion Ridnaun, kirchlich jedoch noch zu Mareit gehörende Kirche St. Magdalena.

## Bergbau
Wirtschaftsgeschichtlich interessant ist der schon seit Jahrhunderten betriebene Marmorabbau am Hausberg, dem Mareiter Stein. Der Bergbau erfolgt heute durch die Firma Omya. Im Schloss, in der Kirche und auf dem Friedhof trifft man allenthalben auf Bauelemente aus hiesigem Marmor. Bedeutende Abnehmer für diesen edlen Naturstein waren in alter Zeit zahlreiche Städte der ehemaligen österreichischen Monarchie, wo er für Statuen und verschiedenste Bauwerke Verwendung fand. Von noch größerer wirtschaftlicher Bedeutung für die Talbevölkerung war in früherer Zeit der Erzabbau im Bergwerk Schneeberg. Mareit stellte im Laufe der Geschichte sehr viele Knappen. In dieser Hinsicht war Mareit – mehr als Ridnaun – ein Knappendorf. Auch der Erztransport erfolgte durch das Mareiter Tal. Man findet heute noch im Ort verschiedenste Hinweise auf die Zeit des Bergbaues: Das Wappen der Bergknappen am linken Seitenaltar der Pfarrkirche (sie haben den Altar wohl finanziert); der Bildstock aus weißem Mareiter Marmor neben der Zufahrtsstraße zum Dorf (dieses „Knappenstöckl“ mit dem Gezähe, d. h. gekreuztem Werkzeug der Bergleute, trägt die Jahrzahl 1537); die große Knappenfahne, die bei den Prozessionen mitgetragen wird; der (nur mehr als Schneise im Wald erkennbare) Bremsberg bei den Erzkästen am steilen südseitigen Waldhang; die „Barbarasiedlung“ im Dorf.

## Mareiter Bach
Als „Schrecken des Tales“ galt jahrhundertelang der Mareiter Bach (auch Ridnauner Bach, Fernerbach, Geilbach). Er beschäftigte über die Maßen die Dorfbevölkerung, welche in ihrer Mittellosigkeit nur ungenügende Schutzbauten errichten konnte. Die Überschwemmungen und Zerstörungen von Häusern und Kulturgründen prägen deshalb die Ortsgeschichte. Erst Ende des 19. Jahrhunderts gelang es, mit dem Bau der mächtigen „Kirchenarche“ (1887) wenigstens den rechts gelegenen Ortsteil dauerhaft abzusichern. Ab Mitte der 1970er Jahre schuf der Landesbetrieb für Wildbachverbauung durch die Regulierung des Bachlaufes ein solides Werk, so dass nun die Wassergefahr gebannt ist. Trotzdem findet auch heute noch, wie in alter Zeit, zweimal im Jahr eine Bittprozession ins Dorf mit Bachsegen statt, um weiterhin den Schutz „von oben“ zu erflehen.

## Bildung
In Mareit gibt es eine Grundschule für die deutsche Sprachgruppe.

## Spazier- und Wanderwege
Den Bach entlang wurden in den letzten Jahren Spazier- und Wanderwege (z. B. der „Rundweg Mareit“) angelegt, die von Einheimischen und Urlaubsgästen gern begangen werden. Auch der Fahrradweg von Mareit nach Sterzing, der ebenfalls neben dem Bachufer verläuft, wird allgemein sehr geschätzt. Der Lehrpfad von Schloss Wolfsthurn und die als Naturdenkmal ausgewiesene und seit 2004 mit einem Steig zugänglich gemachte Achenrainschlucht ermöglichen ein intensives Naturerlebnis. Der unverbaute Gebirgsbach in der Schlucht und unterhalb derselben zählt heutzutage zu den rar gewordenen authentischen Naturlandschaften.

## Zufahrten
Mareit hat aus Richtung Sterzing vier Zufahrten: die Hauptverbindung verläuft über Gasteig und Stange; kleinere Zufahrtsstraßen bestehen über Telfes, durch Unterackern und über Pardaun.

## Persönlichkeiten
- Jonas Ranter (1860–1931), Maler